# Тиран
Тираните са хора, които притежават абсолютна (неограничена) власт. Думата идва от гръцкото τυραννος ('тираннос'). Известни тирани в  Древна Гърция са Пизистрат, Кипсел, Фаларис и др.
Днес думата тиран се използва в смисъл на жесток гонител, диктатор, който потъпква благополучието на своя народ, тъй като някои тирани наистина притежават тези черти. Адолф Хитлер, Йосиф Сталин, Пол Пот, Робърт Мугабе и Ким Чен Ир са примери за доскорошни и бивши тирани.

## Древна Гърция
В Древна Гърция тираните са онези, които свалят установения владетел от власт по неконституционен начин или наследяват власт, придобита по този начин. Предшестващата тиранията форма на управление през X и IX век пр. Хр. обикновено е монархия. Тя бива изместена от управление на влиятелни аристократични родове, но и те стават непопулярни към VII век пр. Хр. Така се появява възможността амбициозни личности да завземат властта и да установят еднолично управление, обикновено след като получат подкрепа от демоса. Първите тирани се появяват в малоазийските полиси Милет и Ефес, по островите (Самос) и в континентална Гърция (Сикион, Мегара, Коринт) като реакция на неконтролируемата власт на наследствената поземлена аристокрация. Всъщност тиранията е преходно стъпало от управлението на родовата аристокрация към демокрация
В същото време тирани се появяват само в някои от гръцките полиси. В по-голямата част от Пелопонес не се появяват изобщо, а на север от Коринтския провлак тирания има само в Мегара и Атина. В историята на гръцките полиси в Халкидики и Тракия няма тирани, редки примери има и в Цикладите. Най-благоприятна почва тази форма на управление намира в Мала Азия и Сицилия.
В началото тази дума не носи негативен смисъл, напротив. Тираните обикновено се възкачват на престола след народен преврат. Те често са популярни сред народа, или поне в началото на управлението си. Повечето тирани се опират на свободните граждани, които не са част от аристокрацията и някои от тях се прославят като меценати, справедливи управници и мъдреци (например Периандър от Древен Коринт или Пизистрат от Древна Атина). При Пизистрат Атина се развива в период на дълготраен мир и се превръща в един от основните религиозни центрове, а фестивалът Панатенеи става най-важното събитие в града и обединява цялото население на Атика. От друга страна синовете му Хипий и Хипарх са свалени от власт, а Хипарх е убит. Но са се съхранили и разкази за подозрителни и жестоки тирани (особено известен е тиранът на Агридженто Фаларис, който екзекутирал хора с изгаряне в меден бик). Макар в началото тиранията да има отчасти позитивно влияние, най-вече слагайки край на аристократичния произвол, по-късно тя играе основно негативна роля в живота на обществото.
Периодът VII—VI век пр.н.е. е известен като епоха на старшите тирани. Тогава тиранията е в разцвета си. По това време са детронирани мнозина управляващи, а Персия осъществява първите нападения срещу Гърция. Много тирани се възползват от това и търсят помощ от персите за да решат проблемите с враговете си.
Някои тирани се опитват да превърнат своите държави в наследствени монархии, но никой от тях не успява да установи династия. В този смисъл, показателно е предсказанието на делфийския оракул, запитан от Кипсел, който завзема властта в Коринт: „Щастлив е Кипсел, и децата му, но не и децата на неговите деца“. В действителност, той и синът му Периандър управляват успешно, но приемникът им (племенник на Периандър) е убит, след което цялото имущество на семейството на тираните е конфискувано, а къщите им – съборени.
Към края на периода тираните изчезват в континентална Гърция, но остават в Йония (която след 540 г. пр.н.е. става персийско владение) с поддръжката на Ахеменидите и в Сицилия и Магна Греция – поради специфичната военна обстановка. В епохата на развитата демокрация, V в. пр.н.е., отношението към тиранията вече е изцяло негативно и именно тогава терминът се приближава до днешното си значение. В IV в. пр.н.е., се появяват младшите тирани, основно сред военачалниците. Сред тях най-известен е Дионисий I Стари от Сиракуза, сочен като емблематичен отрицателен пример – жесток, подозрителен и отмъстителен.
Впоследствие гърците, както и жителите на Римската република, стават доста по-предпазливи спрямо всеки, който се опитва да осъществи всенароден преврат.